# Ա
Das Ajb (Ա und ա) ist der erste Buchstabe des armenischen Alphabets. Der Buchstabe stellt den Laut [⁠a⁠] dar und wird im Deutschen mit dem Buchstaben A transkribiert.
Es ist dem Zahlenwert 1 zugeordnet. 

## Zeichenkodierung
Das Ayb ist in Unicode an den Codepunkten U+0531 (Großbuchstabe) bzw. U+0561 (Kleinbuchstabe) zu finden.